# Davide Bellini
Davide Bellini (Carpi, 20 de maio de 1969) é um voleibolista italiano, jogador posição levantador, representante Itália. 

## Títulos
Seleção principal
Campeonato Europeu:
- 1993

Copa dos Campeões:
- 1993

Copa do Mundo:
- 1995

Liga Mundial:
- 1994, 1995, 1997, 1999